# 上一萬停留場
上一萬停留場（日语：／ Kami-Ichiman teiryūjō */?）是位於日本愛媛縣松山市的路面電車車站，隸屬於伊予鐵道（伊予鐵），車站編號為16。
本站是原來城南線與連絡線的分界線，往道後溫泉的電車會右轉繼續保留在城南線，至於直通城北線的列車的環狀線，則沿連絡線左轉，再駛進城北線。因城北線採用單軌雙程行車，連絡線成為了定點班次的交換點，由本站開出的電車，到達連絡線的轉轍器前會稍作停車，待對面的電車由城北線駛出並通過轉轍器後才駛入城北線內。

## 所屬路線
- 伊予鐵道

松山市內線（城南線）
■1號線（環狀線下行—順時針方向）
■2號線（環狀線上行—逆時針方向）
■3號線（市站線）
■5號線（JR線）

## 車站構造
本站設有對向式側式月台2個，長度只可容納1輛電車停靠，月台外圍上了半截高的圍板，並設覆蓋大半個月台的上蓋，讓乘客乘降列車時，皆位於上蓋範圍內。
因本站位於繁忙的十字路口，為確保有較暢順的交通，進出月台均採用地下行人隧道，並連接至旁邊的行人路。
除道後溫泉站外，本站過往也曾設有站舍，位置在平和通上，當時兼辦國鐵行李連絡服務，乘客可由國鐵松山站再透過伊予鐵轉送至上一萬站領取，相關措施於1986年停辦，車站後來也拆卸重建。

### 月台配置
| 月台 | 路線        | 目的地           |
| ---- | ----------- | ---------------- |
| 東側 | ■1號線 環狀 | 往松山市站       |
| 東側 | ■3號線      | 往松山市站       |
| 東側 | ■5號線      | 往JR松山站前     |
| 西側 | ■2號線 環狀 | 木屋町、古町方向 |
| 西側 | ■3號線      | 往道後溫泉       |
| 西側 | ■5號線      | 往道後溫泉       |

## 歷史
- 1911年9月1日：隨松山電氣軌道札辻～道後間開通而開業，當時稱為「一萬站」。
- 1927年4月3日：加設通往城北線的連接軌道，城北線、城南線採用不同的月台乘降。
- 1929年：改稱為「上一萬停留場」。
- 1969年12月1日：環狀線系統開通，所有電車均採用城南線月台（即現月台）乘降，城北線月台廢除。

## 相鄰停留場
伊予鐵道
城南線
南町（22）－上一萬（16）－警察署前（17）
連絡線
平和通一丁目（15）－上一萬（16）